# Павел Петков
Павел Георгиев Петков е български футболист, който играе като полузащитник за Царско село (София). Роден е на 26 юни 1990 г. Юноша е на Левски (София).

## Кариера
През първия си сезон като професионален футболист играе за Банско (Банско) и записва 27 мача и 2 отбелязани гола в Б футболна група.
През пролетта на 2012 г. преминава в състава на Локомотив (София).

## Статистика по сезони
| Сезон    | Отбор          | Първенство       | Мачове | Голове |
| -------- | -------------- | ---------------- | ------ | ------ |
| 2010/11  | Банско         | Б футболна група | 27     | 2      |
| 2011/ес. | Банско         | Б футболна група | 10     | 2      |
| 2012/пр. | Локомотив (Сф) | А футболна група | 10     | 0      |
| 2012/ес. | Локомотив (Сф) | А футболна група | 4      | 0      |
| 2013/пр. | Ботев (Враца)  | А футболна група | 1      | 0      |
| 2013/14  | Банско         | Б футболна група | 16     | 0      |